# Heras Anglada Ignacio
Ignacio Heras Anglada (Madrid, 1991. augusztus 7. –) spanyol labdarúgó, aki jelenleg a Víkingur Ó. játékosa.

## Statisztika
| Klub           | Szezon   | Bajnokság | Bajnokság | Kupa  | Kupa | Nemzetközi | Nemzetközi | Összesen | Összesen |
| Klub           | Szezon   | Mérk.     | Gól       | Mérk. | Gól  | Mérk.      | Gól        | Mérk.    | Gól      |
| -------------- | -------- | --------- | --------- | ----- | ---- | ---------- | ---------- | -------- | -------- |
| RCD Espanyol B | 2012-13  | 16        | 0         | 0     | 0    | -          | -          | 16       | 0        |
| RCD Espanyol B | 2013-14  | 4         | 0         | 0     | 0    | -          | -          | 4        | 0        |
| FC Tatabánya   | 2015-16  | 19        | 2         | 0     | 0    | -          | -          | 19       | 2        |
| Összesen       | Összesen | 39        | 2         | 0     | 0    | 0          | 0          | 39       | 2        |